# Luís Antônio Burgain
Luiz Antônio Burgain (Le Havre, 1812 — 1876) foi um escritor e dramaturgo, que se notabilizou com obras de carácter melodramático. Nascido na França e radicado no Brasil a partir de 1829, fixou-se no Rio de Janeiro e naturalizou-se brasileiro. Foi professor de Geografia e Francês e membro do Conservatório Dramático do Rio de Janeiro. Escreveu grande número de dramas que foram muito representados.